# Stelnica
Stelnica – wieś w Rumunii, w okręgu Jałomica, w gminie Stelnica. W 2011 roku liczyła 1393 mieszkańców.